# Корор (город)

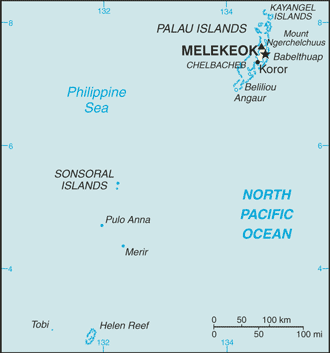
Карта Палау и Корора

Ко́рор (англ. и палау Koror, яп. コロール) — крупнейший город, а так же столица (до 7 октября 2006 года) свободно ассоциированного к США островного государства Палау. Административный центр одноименного штата. Город расположен на таком же по названию острове Корор (или Ореор), входящем в состав Каролинских островов. Порт Корора расположен на соседнем острове Малакал.
Население — около 10 тыс. человек (2024), что составляет более половины населения всего Палау. Основные этнические группы — микронезийцы (около 80 %) и филиппинцы (около 20 %).
Официальные языки: английский и палауский (он же «язык белау»). Но некоторые жители города говорят на японском и тоби.
На острове развита туристическая индустрия — в городе находятся 22 отеля и 8 мотелей.